# Pandemia di COVID-19 in Uganda
Il primo caso della pandemia di COVID-19 in Uganda è stato confermato il 22 marzo 2020.

## Antefatti
Il 12 gennaio 2020, l'Organizzazione mondiale della sanità (OMS) ha confermato che un nuovo coronavirus era la causa di una nuova infezione polmonare che aveva colpito diversi abitanti della città di Wuhan, nella provincia cinese dell'Hubei, il cui caso era stato portato all'attenzione dell'OMS il 31 dicembre 2019.
Sebbene nel tempo il tasso di mortalità del COVID-19 si sia rivelato decisamente più basso di quello dell'epidemia di SARS che aveva imperversato nel 2003, la trasmissione del virus SARS-CoV-2, alla base del COVID-19, è risultata essere molto più ampia di quella del precedente virus del 2003, ed ha portato a un numero totale di morti molto più elevato.
Il 5 maggio 2023, l'Organizzazione mondiale della sanità dichiara ufficialmente la fine della pandemia.

## Andamento dei contagi
| Data                                                                         | Data       |  | Numero di casi | Numero di casi |
| ---------------------------------------------------------------------------- | ---------- |  | -------------- | -------------- |
| 06-03-2020                                                                   | 06-03-2020 |  | 1(N.D.)        |                |
| ⋮                                                                            | ⋮          |  | 1(=)           |                |
| 09-03-2020                                                                   | 09-03-2020 |  | 3(+200%)       |                |
| ⋮                                                                            | ⋮          |  | 3(=)           |                |
| 23-03-2020                                                                   | 23-03-2020 |  | 9(+200%)       |                |
| 24-03-2020                                                                   |            |  |                |                |
| 25-03-2020                                                                   | 25-03-2020 |  | 14(N.D.)       |                |
| 26-03-2020                                                                   |            |  |                |                |
| 27-03-2020                                                                   | 27-03-2020 |  | 23(N.D.)       |                |
| 28-03-2020                                                                   | 28-03-2020 |  | 30(+30%)       |                |
| 29-03-2020                                                                   | 29-03-2020 |  | 33(+10%)       |                |
| 30-03-2020                                                                   |            |  |                |                |
| 31-03-2020                                                                   | 31-03-2020 |  | 44(N.D.)       |                |
| 01-04-2020                                                                   |            |  |                |                |
| 02-04-2020                                                                   | 02-04-2020 |  | 45(N.D.)       |                |
| 03-04-2020                                                                   | 03-04-2020 |  | 48(+6,7%)      |                |
| 04-04-2020                                                                   |            |  |                |                |
| 05-04-2020                                                                   | 05-04-2020 |  | 52(N.D.)       |                |
| ⋮                                                                            |            |  |                |                |
| 08-04-2020                                                                   | 08-04-2020 |  | 53(N.D.)       |                |
| ⋮                                                                            |            |  |                |                |
| 11-04-2020                                                                   | 11-04-2020 |  | 53(N.D.)       |                |
| 12-04-2020                                                                   | 12-04-2020 |  | 54(+1,9%)      |                |
| 13-04-2020                                                                   | 13-04-2020 |  | 54(=)          |                |
| 14-04-2020                                                                   | 14-04-2020 |  | 55(+1,9%)      |                |
| 15-04-2020                                                                   | 15-04-2020 |  | 55(=)          |                |
| 16-04-2020                                                                   | 16-04-2020 |  | 55(=)          |                |
| 17-04-2020                                                                   | 17-04-2020 |  | 56(+1,8%)      |                |
| 18-04-2020                                                                   | 18-04-2020 |  | 55(−1,8%)      |                |
| 19-04-2020                                                                   | 19-04-2020 |  | 55(=)          |                |
| 20-04-2020                                                                   | 20-04-2020 |  | 56(+1,8%)      |                |
| 21-04-2020                                                                   | 21-04-2020 |  | 61(+8,9%)      |                |
| 22-04-2020                                                                   | 22-04-2020 |  | 63(+3,3%)      |                |
| 23-04-2020                                                                   | 23-04-2020 |  | 74(+17%)       |                |
| 24-04-2020                                                                   | 24-04-2020 |  | 75(+1,4%)      |                |
| 25-04-2020                                                                   |            |  |                |                |
| 26-04-2020                                                                   | 26-04-2020 |  | 79(N.D.)       |                |
| 27-04-2020                                                                   | 27-04-2020 |  | 79(=)          |                |
| 28-04-2020                                                                   | 28-04-2020 |  | 79(=)          |                |
| 29-04-2020                                                                   | 29-04-2020 |  | 81(+2,5%)      |                |
| 30-04-2020                                                                   | 30-04-2020 |  | 83(+2,5%)      |                |
| 01-05-2020                                                                   | 01-05-2020 |  | 85(+2,4%)      |                |
| 02-05-2020                                                                   | 02-05-2020 |  | 88(+3,5%)      |                |
| 03-05-2020                                                                   | 03-05-2020 |  | 89(+1,1%)      |                |
| 04-05-2020                                                                   | 04-05-2020 |  | 97(+9%)        |                |
| 05-05-2020                                                                   | 05-05-2020 |  | 98(+1%)        |                |
| 06-05-2020                                                                   | 06-05-2020 |  | 100(+2%)       |                |
| 07-05-2020                                                                   | 07-05-2020 |  | 101(+1%)       |                |
| 08-05-2020                                                                   |            |  |                |                |
| 09-05-2020                                                                   | 09-05-2020 |  | 116(N.D.)      |                |
| 10-05-2020                                                                   | 10-05-2020 |  | 121(+4,3%)     |                |
| 11-05-2020                                                                   |            |  |                |                |
| 12-05-2020                                                                   | 12-05-2020 |  | 126(N.D.)      |                |
| 13-05-2020                                                                   | 13-05-2020 |  | 139(+10%)      |                |
| 14-05-2020                                                                   | 14-05-2020 |  | 160(+15%)      |                |
| 15-05-2020                                                                   | 15-05-2020 |  | 203(+27%)      |                |
| 16-05-2020                                                                   | 16-05-2020 |  | 227(+12%)      |                |
| 17-05-2020                                                                   |            |  |                |                |
| 18-05-2020                                                                   | 18-05-2020 |  | 248(N.D.)      |                |
| 19-05-2020                                                                   | 19-05-2020 |  | 250(+0,81%)    |                |
| 20-05-2020                                                                   | 20-05-2020 |  | 264(+5,6%)     |                |
| 21-05-2020                                                                   | 21-05-2020 |  | 160(−39%)      |                |
| 22-05-2020                                                                   | 22-05-2020 |  | 175(+9,4%)     |                |
| 23-05-2020                                                                   | 23-05-2020 |  | 198(+13%)      |                |
| 24-05-2020                                                                   |            |  |                |                |
| 25-05-2020                                                                   | 25-05-2020 |  | 222(N.D.)      |                |
| 26-05-2020                                                                   | 26-05-2020 |  | 253(+14%)      |                |
| 27-05-2020                                                                   | 27-05-2020 |  | 281(+11%)      |                |
| 28-05-2020                                                                   | 28-05-2020 |  | 317(+13%)      |                |
| 29-05-2020                                                                   | 29-05-2020 |  | 329(+3,8%)     |                |
| 30-05-2020                                                                   | 30-05-2020 |  | 413(+26%)      |                |
| 31-05-2020                                                                   | 31-05-2020 |  | 417(+0,97%)    |                |
| 01-06-2020                                                                   | 01-06-2020 |  | 457(+9,6%)     |                |
| 02-06-2020                                                                   | 02-06-2020 |  | 489(+7%)       |                |
| 03-06-2020                                                                   | 03-06-2020 |  | 507(+3,7%)     |                |
| 04-06-2020                                                                   | 04-06-2020 |  | 522(+3%)       |                |
| 05-06-2020                                                                   | 05-06-2020 |  | 557(+6,7%)     |                |
| 06-06-2020                                                                   | 06-06-2020 |  | 593(+6,5%)     |                |
| 07-06-2020                                                                   | 07-06-2020 |  | 616(+3,9%)     |                |
| 08-06-2020                                                                   | 08-06-2020 |  | 646(+4,9%)     |                |
| 09-06-2020                                                                   | 09-06-2020 |  | 657(+1,7%)     |                |
| 10-06-2020                                                                   | 10-06-2020 |  | 665(+1,2%)     |                |
| 11-06-2020                                                                   | 11-06-2020 |  | 679(+2,1%)     |                |
| 12-06-2020                                                                   | 12-06-2020 |  | 686(+1%)       |                |
| 13-06-2020                                                                   | 13-06-2020 |  | 694(+1,2%)     |                |
| 14-06-2020                                                                   | 14-06-2020 |  | 696(+0,29%)    |                |
| 15-06-2020                                                                   | 15-06-2020 |  | 705(+1,3%)     |                |
| 16-06-2020                                                                   | 16-06-2020 |  | 724(+2,7%)     |                |
| 17-06-2020                                                                   | 17-06-2020 |  | 732(+1,1%)     |                |
| 18-06-2020                                                                   | 18-06-2020 |  | 741(+1,2%)     |                |
| 19-06-2020                                                                   | 19-06-2020 |  | 755(+1,9%)     |                |
| 20-06-2020                                                                   | 20-06-2020 |  | 763(+1,1%)     |                |
| 21-06-2020                                                                   | 21-06-2020 |  | 770(+0,92%)    |                |
| 22-06-2020                                                                   | 22-06-2020 |  | 774(+0,52%)    |                |
| 23-06-2020                                                                   | 23-06-2020 |  | 797(+3%)       |                |
| 24-06-2020                                                                   | 24-06-2020 |  | 805(+1%)       |                |
| 25-06-2020                                                                   | 25-06-2020 |  | 821(+2%)       |                |
| 26-06-2020                                                                   | 26-06-2020 |  | 833(+1,5%)     |                |
| 27-06-2020                                                                   | 27-06-2020 |  | 848(+1,8%)     |                |
| 28-06-2020                                                                   | 28-06-2020 |  | 859(+1,3%)     |                |
| 29-06-2020                                                                   | 29-06-2020 |  | 870(+1,3%)     |                |
| 30-06-2020                                                                   | 30-06-2020 |  | 889(+2,2%)     |                |
| 01-07-2020                                                                   | 01-07-2020 |  | 893(+0,45%)    |                |
| 02-07-2020                                                                   | 02-07-2020 |  | 902(+1%)       |                |
| 03-07-2020                                                                   | 03-07-2020 |  | 911(+1%)       |                |
| 04-07-2020                                                                   | 04-07-2020 |  | 927(+1,8%)     |                |
| 05-07-2020                                                                   | 05-07-2020 |  | 939(+1,3%)     |                |
| 06-07-2020                                                                   | 06-07-2020 |  | 953(+1,5%)     |                |
| 07-07-2020                                                                   | 07-07-2020 |  | 971(+1,9%)     |                |
| 08-07-2020                                                                   | 08-07-2020 |  | 977(+0,62%)    |                |
| 09-07-2020                                                                   | 09-07-2020 |  | 1 000(+2,4%)   |                |
| 10-07-2020                                                                   | 10-07-2020 |  | 1 006(+0,6%)   |                |
| 11-07-2020                                                                   | 11-07-2020 |  | 1 013(+0,7%)   |                |
| 12-07-2020                                                                   | 12-07-2020 |  | 1 025(+1,2%)   |                |
| 13-07-2020                                                                   | 13-07-2020 |  | 1 029(+0,39%)  |                |
| 14-07-2020                                                                   | 14-07-2020 |  | 1 040(+1,1%)   |                |
| 15-07-2020                                                                   | 15-07-2020 |  | 1 043(+0,29%)  |                |
| 16-07-2020                                                                   | 16-07-2020 |  | 1 051(+0,77%)  |                |
| 17-07-2020                                                                   | 17-07-2020 |  | 1 056(+0,48%)  |                |
| 18-07-2020                                                                   | 18-07-2020 |  | 1 062(+0,57%)  |                |
| 19-07-2020                                                                   | 19-07-2020 |  | 1 065(+0,28%)  |                |
| 20-07-2020                                                                   | 20-07-2020 |  | 1 069(+0,38%)  |                |
| 21-07-2020                                                                   | 21-07-2020 |  | 1 075(+0,56%)  |                |
| 22-07-2020                                                                   | 22-07-2020 |  | 1 075(=)       |                |
| 23-07-2020                                                                   | 23-07-2020 |  | 1 079(+0,37%)  |                |
| 24-07-2020                                                                   | 24-07-2020 |  | 1 089(+0,93%)  |                |
| 25-07-2020                                                                   | 25-07-2020 |  | 1 103(+1,3%)   |                |
| 26-07-2020                                                                   | 26-07-2020 |  | 1 115(+1,1%)   |                |
| 27-07-2020                                                                   | 27-07-2020 |  | 1 128(+1,2%)   |                |
| 28-07-2020                                                                   | 28-07-2020 |  | 1 135(+0,62%)  |                |
| 29-07-2020                                                                   | 29-07-2020 |  | 1 140(+0,44%)  |                |
| 30-07-2020                                                                   | 30-07-2020 |  | 1 147(+0,61%)  |                |
| 31-07-2020                                                                   | 31-07-2020 |  | 1 154(+0,61%)  |                |
| 01-08-2020                                                                   | 01-08-2020 |  | 1 176(+1,9%)   |                |
| 02-08-2020                                                                   | 02-08-2020 |  | 1 182(+0,51%)  |                |
| 03-08-2020                                                                   | 03-08-2020 |  | 1 195(+1,1%)   |                |
| 04-08-2020                                                                   | 04-08-2020 |  | 1 203(+0,67%)  |                |
| 05-08-2020                                                                   | 05-08-2020 |  | 1 213(+0,83%)  |                |
| 06-08-2020                                                                   | 06-08-2020 |  | 1 223(+0,82%)  |                |
| 07-08-2020                                                                   | 07-08-2020 |  | 1 254(+2,5%)   |                |
| 08-08-2020                                                                   | 08-08-2020 |  | 1 267(+1%)     |                |
| 09-08-2020                                                                   | 09-08-2020 |  | 1 283(+1,3%)   |                |
| 10-08-2020                                                                   | 10-08-2020 |  | 1 297(+1,1%)   |                |
| 11-08-2020                                                                   | 11-08-2020 |  | 1 313(+1,2%)   |                |
| 12-08-2020                                                                   | 12-08-2020 |  | 1 332(+1,4%)   |                |
| 13-08-2020                                                                   | 13-08-2020 |  | 1 353(+1,6%)   |                |
| 14-08-2020                                                                   | 14-08-2020 |  | 1 385(+2,4%)   |                |
| 15-08-2020                                                                   | 15-08-2020 |  | 1 434(+3,5%)   |                |
| 16-08-2020                                                                   | 16-08-2020 |  | 1 500(+4,6%)   |                |
| 17-08-2020                                                                   | 17-08-2020 |  | 1 560(+4%)     |                |
| 18-08-2020                                                                   | 18-08-2020 |  | 1 603(+2,8%)   |                |
| 19-08-2020                                                                   | 19-08-2020 |  | 1 656(+3,3%)   |                |
| 20-08-2020                                                                   | 20-08-2020 |  | 1 750(+5,7%)   |                |
| 21-08-2020                                                                   | 21-08-2020 |  | 1 848(+5,6%)   |                |
| 22-08-2020                                                                   | 22-08-2020 |  | 2 166(+17%)    |                |
| 23-08-2020                                                                   | 23-08-2020 |  | 2 263(+4,5%)   |                |
| 24-08-2020                                                                   | 24-08-2020 |  | 2 362(+4,4%)   |                |
| 25-08-2020                                                                   | 25-08-2020 |  | 2 426(+2,7%)   |                |
| 26-08-2020                                                                   | 26-08-2020 |  | 2 524(+4%)     |                |
| 27-08-2020                                                                   | 27-08-2020 |  | 2 679(+6,1%)   |                |
| 28-08-2020                                                                   | 28-08-2020 |  | 2 756(+2,9%)   |                |
| 29-08-2020                                                                   | 29-08-2020 |  | 2 847(+3,3%)   |                |
| 30-08-2020                                                                   | 30-08-2020 |  | 2 928(+2,8%)   |                |
| 31-08-2020                                                                   | 31-08-2020 |  | 2 972(+1,5%)   |                |
| 01-09-2020                                                                   | 01-09-2020 |  | 3 037(+2,2%)   |                |
| 02-09-2020                                                                   | 02-09-2020 |  | 3 112(+2,5%)   |                |
| 03-09-2020                                                                   | 03-09-2020 |  | 3 288(+5,7%)   |                |
| 04-09-2020                                                                   | 04-09-2020 |  | 3 353(+2%)     |                |
| 05-09-2020                                                                   | 05-09-2020 |  | 3 539(+5,5%)   |                |
| 06-09-2020                                                                   | 06-09-2020 |  | 3 667(+3,6%)   |                |
| 07-09-2020                                                                   | 07-09-2020 |  | 3 776(+3%)     |                |
| 08-09-2020                                                                   | 08-09-2020 |  | 3 900(+3,3%)   |                |
| 09-09-2020                                                                   | 09-09-2020 |  | 4 101(+5,2%)   |                |
| 10-09-2020                                                                   | 10-09-2020 |  | 4 291(+4,6%)   |                |
| 11-09-2020                                                                   | 11-09-2020 |  | 4 377(+2%)     |                |
| 12-09-2020                                                                   | 12-09-2020 |  | 4 703(+7,4%)   |                |
| 13-09-2020                                                                   | 13-09-2020 |  | 4 799(+2%)     |                |
| 14-09-2020                                                                   | 14-09-2020 |  | 4 978(+3,7%)   |                |
| 15-09-2020                                                                   | 15-09-2020 |  | 5 123(+2,9%)   |                |
| 16-09-2020                                                                   | 16-09-2020 |  | 5 266(+2,8%)   |                |
| 17-09-2020                                                                   | 17-09-2020 |  | 5 380(+2,2%)   |                |
| 18-09-2020                                                                   | 18-09-2020 |  | 5 594(+4%)     |                |
| 19-09-2020                                                                   | 19-09-2020 |  | 6 017(+7,6%)   |                |
| 20-09-2020                                                                   | 20-09-2020 |  | 6 287(+4,5%)   |                |
| 21-09-2020                                                                   | 21-09-2020 |  | 6 468(+2,9%)   |                |
| 22-09-2020                                                                   | 22-09-2020 |  | 6 712(+3,8%)   |                |
| 23-09-2020                                                                   | 23-09-2020 |  | 6 879(+2,5%)   |                |
| 24-09-2020                                                                   | 24-09-2020 |  | 7 064(+2,7%)   |                |
| 25-09-2020                                                                   | 25-09-2020 |  | 7 218(+2,2%)   |                |
| 26-09-2020                                                                   | 26-09-2020 |  | 7 364(+2%)     |                |
| 27-09-2020                                                                   | 27-09-2020 |  | 7 530(+2,3%)   |                |
| 28-09-2020                                                                   | 28-09-2020 |  | 7 777(+3,3%)   |                |
| 29-09-2020                                                                   | 29-09-2020 |  | 8 017(+3,1%)   |                |
| 30-09-2020                                                                   | 30-09-2020 |  | 8 129(+1,4%)   |                |
| 01-10-2020                                                                   | 01-10-2020 |  | 8 287(+1,9%)   |                |
| 02-10-2020                                                                   | 02-10-2020 |  | 8 491(+2,5%)   |                |
| 03-10-2020                                                                   | 03-10-2020 |  | 8 662(+2%)     |                |
| 04-10-2020                                                                   | 04-10-2020 |  | 8 808(+1,7%)   |                |
| 05-10-2020                                                                   | 05-10-2020 |  | 8 965(+1,8%)   |                |
| 06-10-2020                                                                   | 06-10-2020 |  | 9 082(+1,3%)   |                |
| 07-10-2020                                                                   | 07-10-2020 |  | 9 269(+2,1%)   |                |
| 08-10-2020                                                                   | 08-10-2020 |  | 9 442(+1,9%)   |                |
| 09-10-2020                                                                   | 09-10-2020 |  | 9 538(+1%)     |                |
| 10-10-2020                                                                   | 10-10-2020 |  | 9 701(+1,7%)   |                |
| 11-10-2020                                                                   | 11-10-2020 |  | 9 801(+1%)     |                |
| 12-10-2020                                                                   | 12-10-2020 |  | 9 864(+0,64%)  |                |
| 13-10-2020                                                                   | 13-10-2020 |  | 9 945(+0,82%)  |                |
| 14-10-2020                                                                   | 14-10-2020 |  | 10 069(+1,2%)  |                |
| 15-10-2020                                                                   | 15-10-2020 |  | 10 117(+0,48%) |                |
| 16-10-2020                                                                   | 16-10-2020 |  | 10 334(+2,1%)  |                |
| 17-10-2020                                                                   | 17-10-2020 |  | 10 455(+1,2%)  |                |
| 18-10-2020                                                                   | 18-10-2020 |  | 10 590(+1,3%)  |                |
| 19-10-2020                                                                   | 19-10-2020 |  | 10 691(+0,95%) |                |
| 20-10-2020                                                                   | 20-10-2020 |  | 10 788(+0,91%) |                |
| 21-10-2020                                                                   | 21-10-2020 |  | 10 933(+1,3%)  |                |
| 22-10-2020                                                                   | 22-10-2020 |  | 11 041(+0,99%) |                |
| 23-10-2020                                                                   | 23-10-2020 |  | 11 163(+1,1%)  |                |
| 24-10-2020                                                                   | 24-10-2020 |  | 11 297(+1,2%)  |                |
| 25-10-2020                                                                   | 25-10-2020 |  | 11 443(+1,3%)  |                |
| 26-10-2020                                                                   | 26-10-2020 |  | 11 557(+1%)    |                |
| 27-10-2020                                                                   | 27-10-2020 |  | 11 621(+0,55%) |                |
| 28-10-2020                                                                   | 28-10-2020 |  | 11 767(+1,3%)  |                |
| 29-10-2020                                                                   | 29-10-2020 |  | 12 201(+3,7%)  |                |
| 30-10-2020                                                                   | 30-10-2020 |  | 12 410(+1,7%)  |                |
| 31-10-2020                                                                   | 31-10-2020 |  | 12 495(+0,68%) |                |
| 01-11-2020                                                                   | 01-11-2020 |  | 12 743(+2%)    |                |
| 02-11-2020                                                                   | 02-11-2020 |  | 12 971(+1,8%)  |                |
| 03-11-2020                                                                   | 03-11-2020 |  | 13 099(+0,99%) |                |
| 04-11-2020                                                                   | 04-11-2020 |  | 13 351(+1,9%)  |                |
| 05-11-2020                                                                   | 05-11-2020 |  | 13 568(+1,6%)  |                |
| 06-11-2020                                                                   | 06-11-2020 |  | 13 852(+2,1%)  |                |
| 07-11-2020                                                                   | 07-11-2020 |  | 14 066(+1,5%)  |                |
| 08-11-2020                                                                   | 08-11-2020 |  | 14 403(+2,4%)  |                |
| 09-11-2020                                                                   | 09-11-2020 |  | 14 574(+1,2%)  |                |
| 10-11-2020                                                                   | 10-11-2020 |  | 14 704(+0,89%) |                |
| 11-11-2020                                                                   | 11-11-2020 |  | 14 993(+2%)    |                |
| 12-11-2020                                                                   | 12-11-2020 |  | 15 217(+1,5%)  |                |
| 13-11-2020                                                                   | 13-11-2020 |  | 15 402(+1,2%)  |                |
| 14-11-2020                                                                   | 14-11-2020 |  | 15 789(+2,5%)  |                |
| 15-11-2020                                                                   | 15-11-2020 |  | 16 020(+1,5%)  |                |
| 16-11-2020                                                                   | 16-11-2020 |  | 16 257(+1,5%)  |                |
| 17-11-2020                                                                   | 17-11-2020 |  | 16 563(+1,9%)  |                |
| 18-11-2020                                                                   | 18-11-2020 |  | 16 905(+2,1%)  |                |
| 19-11-2020                                                                   | 19-11-2020 |  | 17 148(+1,4%)  |                |
| 20-11-2020                                                                   | 20-11-2020 |  | 17 431(+1,7%)  |                |
| 21-11-2020                                                                   | 21-11-2020 |  | 17 667(+1,4%)  |                |
| 22-11-2020                                                                   | 22-11-2020 |  | 17 968(+1,7%)  |                |
| 23-11-2020                                                                   | 23-11-2020 |  | 18 165(+1,1%)  |                |
| 24-11-2020                                                                   | 24-11-2020 |  | 18 406(+1,3%)  |                |
| 25-11-2020                                                                   | 25-11-2020 |  | 18 890(+2,6%)  |                |
| 26-11-2020                                                                   | 26-11-2020 |  | 19 115(+1,2%)  |                |
| 27-11-2020                                                                   | 27-11-2020 |  | 19 588(+2,5%)  |                |
| 28-11-2020                                                                   | 28-11-2020 |  | 19 944(+1,8%)  |                |
| 29-11-2020                                                                   | 29-11-2020 |  | 20 145(+1%)    |                |
| 30-11-2020                                                                   | 30-11-2020 |  | 20 459(+1,6%)  |                |
| 01-12-2020                                                                   | 01-12-2020 |  | 21 035(+2,8%)  |                |
| 02-12-2020                                                                   | 02-12-2020 |  | 21 409(+1,8%)  |                |
| 03-12-2020                                                                   | 03-12-2020 |  | 21 612(+0,95%) |                |
| 04-12-2020                                                                   | 04-12-2020 |  | 21 898(+1,3%)  |                |
| 05-12-2020                                                                   | 05-12-2020 |  | 22 188(+1,3%)  |                |
| 06-12-2020                                                                   | 06-12-2020 |  | 22 499(+1,4%)  |                |
| 07-12-2020                                                                   | 07-12-2020 |  | 23 200(+3,1%)  |                |
| 08-12-2020                                                                   | 08-12-2020 |  | 23 860(+2,8%)  |                |
| 09-12-2020                                                                   | 09-12-2020 |  | 25 059(+5%)    |                |
| 10-12-2020                                                                   | 10-12-2020 |  | 25 730(+2,7%)  |                |
| 11-12-2020                                                                   | 11-12-2020 |  | 26 369(+2,5%)  |                |
| 12-12-2020                                                                   | 12-12-2020 |  | 27 071(+2,7%)  |                |
| 13-12-2020                                                                   | 13-12-2020 |  | 27 532(+1,7%)  |                |
| 14-12-2020                                                                   | 14-12-2020 |  | 27 766(+0,85%) |                |
| 15-12-2020                                                                   | 15-12-2020 |  | 28 168(+1,4%)  |                |
| 16-12-2020                                                                   | 16-12-2020 |  | 28 733(+2%)    |                |
| 17-12-2020                                                                   | 17-12-2020 |  | 29 361(+2,2%)  |                |
| 18-12-2020                                                                   | 18-12-2020 |  | 30 071(+2,4%)  |                |
| 19-12-2020                                                                   | 19-12-2020 |  | 30 702(+2,1%)  |                |
| 20-12-2020                                                                   | 20-12-2020 |  | 31 187(+1,6%)  |                |
| 21-12-2020                                                                   | 21-12-2020 |  | 31 384(+0,63%) |                |
| 22-12-2020                                                                   | 22-12-2020 |  | 31 910(+1,7%)  |                |
| 23-12-2020                                                                   | 23-12-2020 |  | 32 399(+1,5%)  |                |
| 24-12-2020                                                                   | 24-12-2020 |  | 32 914(+1,6%)  |                |
| 25-12-2020                                                                   | 25-12-2020 |  | 33 360(+1,4%)  |                |
| 26-12-2020                                                                   | 26-12-2020 |  | 33 563(+0,61%) |                |
| 27-12-2020                                                                   | 27-12-2020 |  | 33 811(+0,74%) |                |
| 28-12-2020                                                                   | 28-12-2020 |  | 33 973(+0,48%) |                |
| 29-12-2020                                                                   | 29-12-2020 |  | 34 281(+0,91%) |                |
| 30-12-2020                                                                   | 30-12-2020 |  | 34 677(+1,2%)  |                |
| 31-12-2020                                                                   | 31-12-2020 |  | 35 216(+1,6%)  |                |
| 01-01-2021                                                                   | 01-01-2021 |  | 35 511(+0,84%) |                |
| 02-01-2021                                                                   | 02-01-2021 |  | 35 712(+0,57%) |                |
| Fonti: - Ministero della sanità - Ultimo aggiornamento: 2.01.2021, 18:00 GMT |            |  |                |                |

## Cronologia

### Marzo
Il 18 marzo, incontri pubblici tra cui luoghi di culto, pub, matrimoni, spettacoli musicali, raduni e incontri culturali sono stati sospesi per 32 giorni con effetto immediato. Gli stranieri e gli ugandesi che arrivano nel paese saranno sottoposti a una quarantena obbligatoria di 14 giorni negli hotel designati dal governo che si trovano a Entebbe, a circa un'ora da Kampala, ma il soggiorno sarà pagato dai cittadini stessi. Dall'inizio della quarantena obbligatoria, circa 40 viaggiatori sono stati costretti a pagare fino a $ 840 per soggiornare nell'hotel Central Inn, un costo eccessivo per la maggior parte degli ugandesi. Dei testimoni hanno affermato che le persone incapaci di pagare le tasse dell'hotel sono state costrette a dormire nella hall dell'hotel, mentre altre sono rimaste bloccate all'aeroporto. Inoltre, non è chiaro se il governo stia rispettando gli standard sanitari di base nelle quarantene degli hotel. Secondo quanto riferito, i viaggiatori costretti a rimanere in hotel sono costretti a stare vicini l'uno all'altro e allo staff dell'hotel, con alcuni che non sono nemmeno in grado di fare la doccia.
Il 22 marzo è stato confermato il primo caso di COVID-19 in Uganda, si trattava di un maschio di 36 anni che aveva viaggiato a Dubai il 17 marzo 2020 per un viaggio d'affari. Lo stesso giorno tutte le scuole e le università sono state chiuse per 30 giorni.
Il 25 marzo, il trasporto pubblico è stato sospeso per 14 giorni. Sulla strada sono ammesse solo le auto private con non più di tre occupanti.
Il 26 marzo sono emerse diverse notizie che riportavano attacchi da parte delle forze dell'ordine agli ugandesi che erano per strada. Il ministro del commercio Amelia Kyambadde ha dichiarato che il governo era preoccupato per il modo in cui la polizia e altre agenzie di sicurezza avevano iniziato a curare gli ugandesi in seguito alla sospensione del trasporto pubblico e dei mercati non alimentari da parte del presidente Museveni nel tentativo di prevenire la diffusione del coronavirus. “C'è stata un'errata interpretazione delle direttive. Mi è stato detto che ristoranti, sale giochi, saloni, negozi, supermercati sono stati chiusi. È sbagliato. Dovrebbero continuare a funzionare finché non si trovano nei mercati alimentari" ha detto.
Il 26 marzo, la polizia e altro personale di sicurezza sono stati dispiegati pesantemente in tutti i sobborghi della città, nelle baraccopoli e lungo le strade per far rispettare le direttive del presidente. Alcune persone che hanno violato le restrizioni del governo sono state arrestate.
Il 30 marzo, il Presidente ha dichiarato un coprifuoco nazionale dalle 19:00 alle 6:30, che sarebbe durato 14 giorni per prevenire la diffusione della malattia.

### Aprile
Il 26 aprile, l'Uganda ha registrato 4 nuovi casi di coronavirus su 1578 campioni testati su dei camionisti all'ingresso dei punti di confine.

### Maggio
Il 21 maggio, una direttiva presidenziale ha ridotto il numero totale di casi da 264 a 145 dopo aver rimosso i camionisti stranieri che avevano lasciato il paese dal conteggio.

### Giugno
Il 1º giugno, l'Uganda ha confermato 40 nuovi casi di coronavirus.

## Misure preventive
Come misura precauzionale, il 18 marzo il presidente Yoweri Museveni ha vietato tutti i viaggi in entrata e in uscita verso determinate regioni altamente colpite per un periodo di 32 giorni. Le scuole sono state chiuse e le riunioni pubbliche sono state bandite.
Il presidente ha prolungato il periodo di blocco di altri 21 giorni. Questo periodo di blocco è continuato dal 15 aprile fino al 5 maggio 2020.
Martedì ha fatto l'annuncio mentre si rivolgeva alla nazione sullo stato della pandemia di coronavirus in Uganda.
Un certo numero di musicisti ugandesi ha pubblicato canzoni con messaggi alle persone sulla prevenzione del virus.